# Parc de les Cascades
El parc de les Cascades està situat al barri de la Barceloneta de Barcelona. Va ser creat el 1992 segons un disseny de l'equip MBM Arquitectes.

## Història
Aquest parc procedeix de la renovació urbanística de la façana litoral amb motiu dels Jocs Olímpics de 1992, en uns terrenys anteriorment d'ús industrial, on també es van crear els parcs de Carles I, del Port Olímpic, de la Nova Icària i del Poblenou.

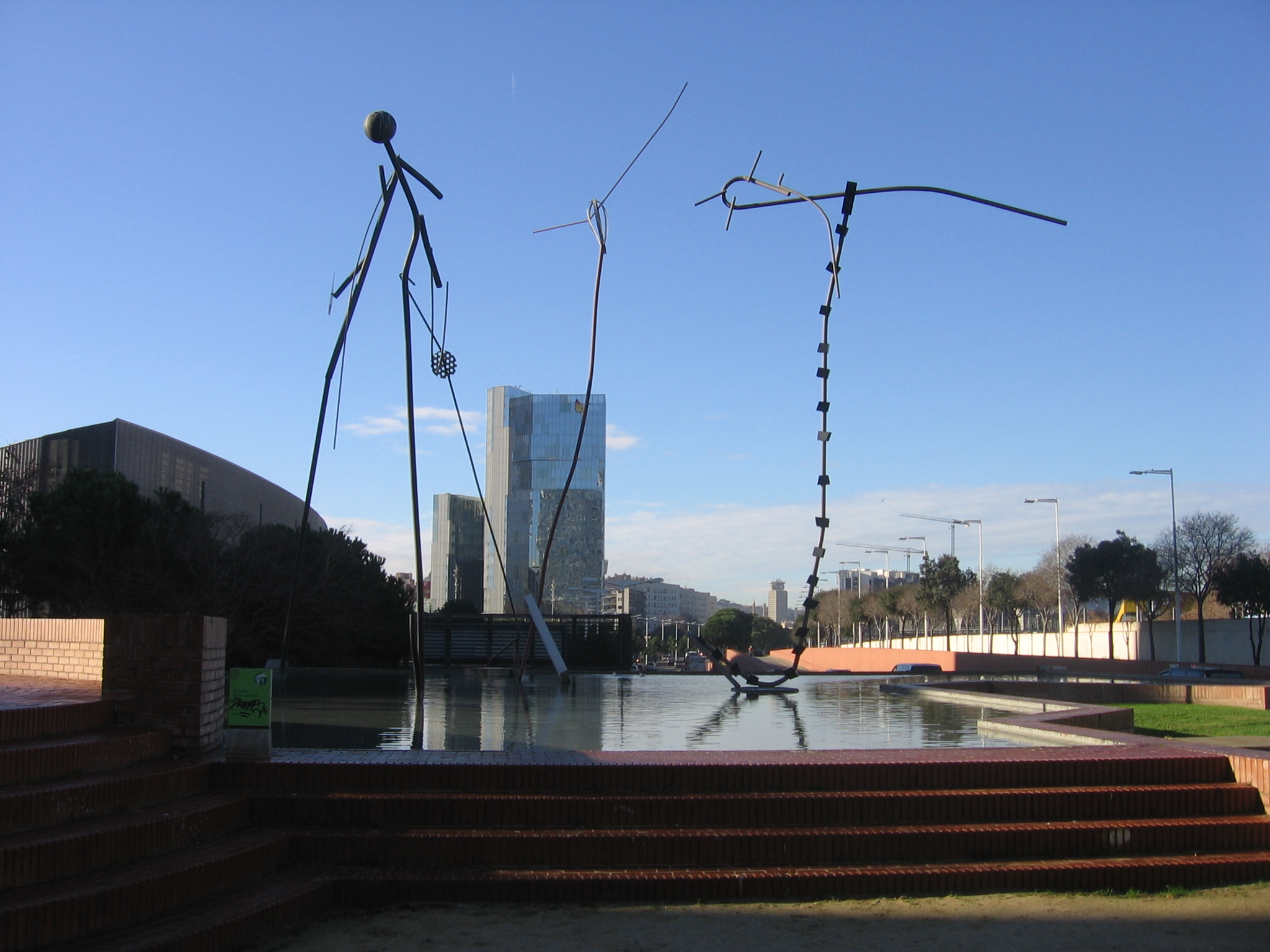
El Poder de la Paraula, d'Auke de Vries

## Descripció
Es troba sobre la Ronda del Litoral, que en aquest tram està soterrada, i és el saló d'entrada a la Vila Olímpica. Es divideix en dues seccions separades pel carrer Ramon Trias Fargas, a cada una de les quals hi ha com a element distintiu una escultura de grans dimensions i estil abstracte: David i Goliat, d'Antoni Llena, i El Poder de la Paraula, d'Auke de Vries. Aquesta darrera està situada sobre un estany que es desborda al nivell inferior en forma de cascada, d'ací el nom del parc.
Entre les espècies presents es troben: el pi blanc (Pinus halepensis), el pi pinyoner (Pinus pinea), la Tipuana (Tipuana tipu), el plàtan (Platanus x hispanica), el lledoner (Celtis australis), el xiprer (Cupressus sempervirens), la xicranda (Jacaranda mimosifolia), l'àlber (Populus alba), l'olivera (Olea europaea), la washingtònia (Washingtonia robusta) i el margalló (Chamaerops humilis).